# Dalelia
Dalelia is een dorp op de noordelijke oever van Loch Shiel in de buurt van Acharacle in de Schotse lieutenancy Inverness in het raadsgebied Highland.